# Iž (ostrov)

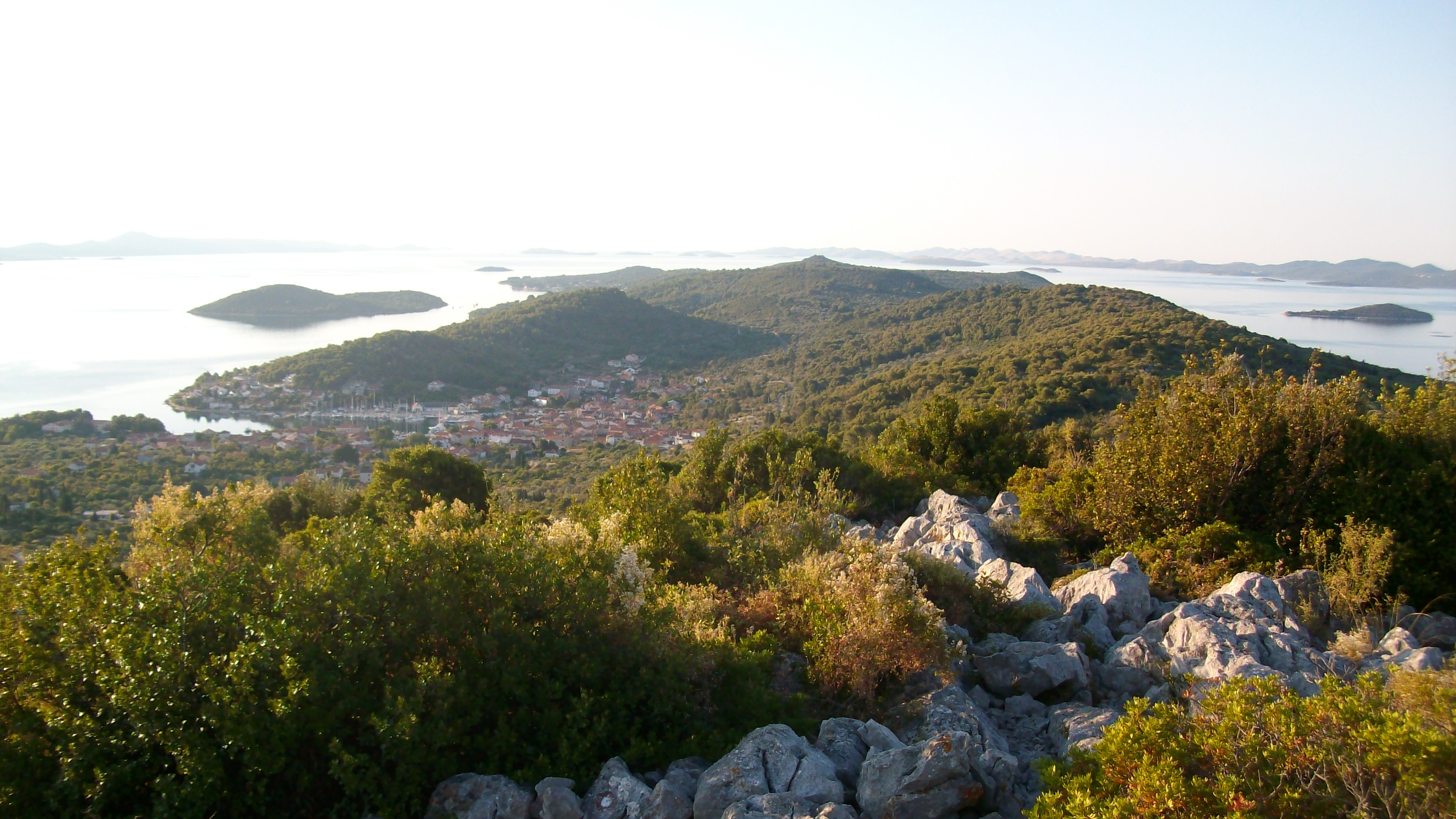
Vesnice Veli Iž

Znak ostrova Iž

Iž (italsky Eso) je malý ostrov v Jaderském moři. Je součástí Chorvatska, leží v Zadarské župě a spadá pod opčinu města Zadar. Nachází se zde dvě samostatné vesnice, a to Veli Iž se 400 obyvateli a Mali Iž se 115 obyvateli, celkem tedy v roce 2011 na ostrově žilo 515 obyvatel. Obě vesnice jsou položeny při východním pobřeží ostrova; západní pobřeží je neobydlené.
Zverinac je součást Zadarského souostroví. Na východě se nachází ostrov Ugljan, na západě ostrovy Dugi otok a Rava. Těsně na východ od Iže (naproti vesnici Mali Iž) se nachází neobydlený ostrůvek Knežak.